# 伊尼欧
伊尼欧（法語：Ignaux，法語發音：[iɲo]）是法国阿列日省的一个市镇，属于富瓦区。

## 地理
伊尼欧（42°43'53"N, 1°50'24"E）面积5.49 平方千米，位于法国奧克西塔尼大區阿列日省，该省份为法国西南部内陆省份，西部和北部与上加龙省接壤，东临奥德省，东南至东比利牛斯省接壤，南与安道尔和西班牙接壤。
与伊尼欧接壤的市镇（或旧市镇、城区）包括：阿克斯莱泰尔姆、科苏、普拉德、萨维尼亚克-莱索尔莫、索尔雅、韦希。

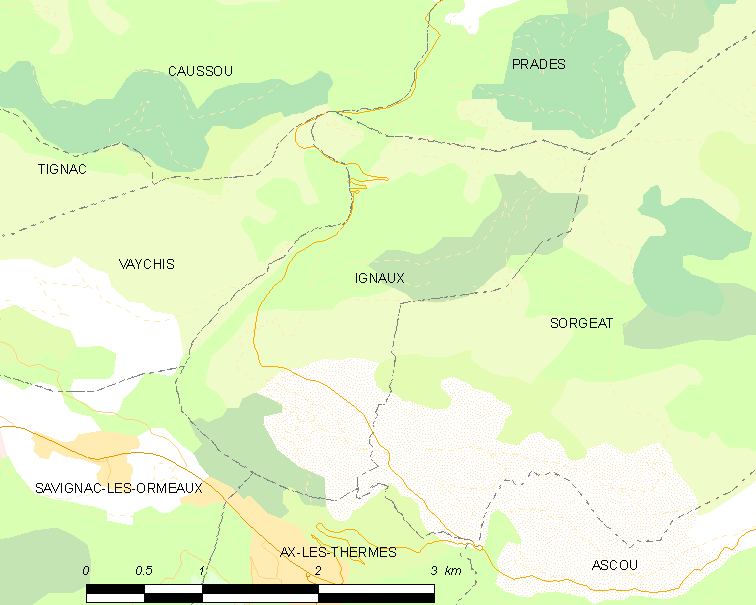
伊尼欧的OSM定位图

伊尼欧的时区为UTC+01:00、UTC+02:00（夏令时）。

## 行政
伊尼欧的邮政编码为09110，INSEE市镇编码为09140。

## 政治
伊尼欧所属的省级选区为上阿列日县。

## 人口

1962-2008年间伊尼欧人口变化图示

伊尼欧于2022年1月1日时的人口数量为126人。